# Jeanneau

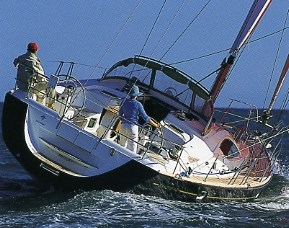
Jeanneau Sun Odyssey 49

La Jeanneau è uno dei maggiori cantieri navali francesi per nautica da diporto. Fondata nel 1957 a Herbiers, fa parte del Gruppo Bénéteau. Produce principalmente barche a vela (57 %) e le vendite sono realizzate per il 21,5 % in Francia e per il 47,8 % nel resto d'Europa.

## Produzione
- Alizé 1964 6m 500 kg
- Aquila
- Storm 1967
- Prestige
- Sangria 1970
- Gin fizz
- Flirt
- Folie Douce
- Brin de Folie
- BRIO 6m60 existe en version quillard et dériveur leste
- Fantasia 27
- Attalia
- Palaos
- Estéou
- Sun Light 30-31
- Sun Shine 38
- Sun Legend 41
- Sun Magic 44
- Sun Kiss 47
- Sun Odyssey
- Sun Fast
- Voyage
- Merry Fisher
- Cap Camarat
- Leader
- Sun

## Competizioni

### Motonautica
La Jeanneau ha vinto numerose edizioni della 24 Ore di motonautica di Rouen e della 6 Ore di motonautica di Parigi.